# Pene Erenio
Pene Erenio (20 gennaio 1981) è un calciatore figiano, centrocampista del Navua.

## Carriera

### Nazionale
Ha esordito con la Nazionale figiana nel 2004.
Ha preso parte alla Coppa delle nazioni oceaniane 2008.